# Dan Laustsen
Dan Laustsen, född 15 juni 1954 i Ålborg, är en dansk filmfotograf. Han examinerades från Den Danske Filmskole 1979 och etablerade sig i Danmark med filmer som Gummi-Tarzan (1981) och Otto är en noshörning (1983). År 1994 gjorde han filmen Nattvakten i regi av Ole Bornedal. De två har sedan fortsatt att samarbeta med flera Robertpriser som följd. Internationellt har Laustsen samarbetat med Guillermo del Toro på filmerna Crimson Peak (2015) och The Shape of Water (2017), varav den senare gav honom en Oscarsnominering för bästa foto vid Oscarsgalan 2018.

## Filmografi i urval
- Ska vi dansa först? (1979)
- Gummi-Tarzan (1981)
- Otto är en noshörning (1983)
- Johannes hemlighet (1985)
- Guldregn (1987)
- Skuggan av Emma (1988)
- Vatten (1988)
- Miraklet i Valby (1989)
- Rebellerna från S:t Petri (1991)
- Den korsikanske biskopen (1993)
- Nattvakten (1994)
- Charlot och Charlotte (1996)
- Mimic (1997)
- Nattvakten (1997)
- Ljusets hjärta (1998)
- Djupt vatten (1999)
- Vargarnas pakt (2001)
- Jag är Dina (2002)
- Darkness Falls (2003)
- The League (2003)
- Sex, hopp & kärlek (2005)
- Silent Hill (2006)
- Kärlek på film (2007)
- Min fröken är en utomjording (2007)
- Fräls oss ifrån ondo (2009)
- Headhunter (2009)
- Simon och ekarna (2011)
- Zaytoun (2012)
- Wallander – Sorgfågeln (2013)
- 1864 (2014)
- Crimson Peak (2015)
- John Wick: Chapter 2 (2017)
- The Shape of Water (2017)